# Siergiej Badienko
Siergiej Anatoljewicz Badienko, ros. Сергей Анатольевич Баденко (ur. 3 września 1968) – radziecki skoczek narciarski, na arenie krajowej reprezentujący Kazachską SRR[[Siergiej Badienko#cite note-rus-2|]], brązowy medalista drużynowego konkursu mistrzostw świata juniorów w 1986.
13 lutego 1986 w Lake Placid na mistrzostwach świata juniorów zdobył brązowy medal w konkursie drużynowym, w którym wystartował wraz z Jurijem Durinowem, Michaiłem Jesinem i Jewgienijem Waszurinem. Reprezentanci ZSRR przegrali wówczas z drużynami Republiki Federalnej Niemiec i Włoch.

## Osiągnięcia

### Mistrzostwa świata juniorów
| Miejsce | Dzień     | Rok  | Miejscowość | Konkurs                         | Wynik | Strata | Zwycięzca        |
| ------- | --------- | ---- | ----------- | ------------------------------- | ----- | ------ | ---------------- |
| 34.     | 11 lutego | 1986 | Lake Placid | Skocznia normalna indywidualnie | 231,3 | 57,8   | Virginio Lunardi |
| 3.      | 13 lutego | 1986 | Lake Placid | Skocznia normalna drużynowo     | 633,6 | 31,9   | RFN              |